# Pere Ribera de Perpinyà
Pere Ribera de Perpinyà fue un monje, traductor y cronista catalán del siglo XIII.

## Biografía
De su vida únicamente se sabe que fue un monje vinculado a los monasterios de Sant Cugat y Santa María de Ripoll.

## Obra
Pere Ribera de Perpinyà tradujo en 1266 la Historia Arabum del arzobispo de Toledo Rodrigo Ximénez de Rada, y alrededor de esa fecha debió de ocuparse también de la traducción de algunas otras obras históricas del arzobispo navarro, pero todas ellas se han perdido a excepción de algunos fragmentos. 
Se le ha atribuido la traducción compendiada del De rebus Hispaniae del mismo Ximénez de Rada, atribución que es puesta en duda actualmente. De esta adaptación se conservan siete manuscritos en catalán y latín con interpolaciones y añadidos. La versión catalana del De rebus Hispaniae se denomina Crònica d'Espanya, si bien no se ha conservado el que pudiera ser su título original. Se redactó entre 1267 y 1268 en paralelo a la adaptación latina. Las interpolaciones atribuidas a Pere Ribera tienen como fuente la Historia Romanorum y la citada Historia Arabum del arzobispo Ximénez de Rada, un Pasionario hispánico, el Cronicón de Moissac, el Pseudo Turpín o Codex Calixtinus y la Gesta comitum barchinonensium, además de los recuerdos personales del monje, quien agregó los sucesos comprendidos entre 1243 y 1266. 